# Schizofrenia o późnym początku
Schizofrenia o późnym początku (ang. late-onset schizophrenia) – wyróżniona ze względu na wiek zachorowania postać schizofrenii. Psychozy schizofreniczne typowo zaczynają się w wieku młodzieńczym, rzadko u osób w wieku średnim i podeszłym. Obraz psychopatologiczny i przebieg schizofrenii o późnym początku jest nieco odmienny, a choroba sprawia dużo więcej trudności diagnostycznych. Przyjęto, że schizofrenia o późnym początku występuje po 40. roku życia, a psychozy podobne do schizofrenii o bardzo późnym początku (ang. very-late-onset schizophrenia-like psychoses) po 60. roku życia. Niektóre wcześniejsze klasyfikacje (DSM-III-R) uznawały wiek powyżej 45 lat za kryterium wykluczające rozpoznanie schizofrenii. Próbowano również wprowadzić na nowo pojęcie parafrenii, używane wcześniej przez Emila Kraepelina, co pogłębiło zamieszanie terminologiczne. Obecnie obowiązujące klasyfikacje ICD-10 i DSM-5 nie uwzględniają wieku zachorowania w kryteriach dla schizofrenii. 

## Epidemiologia
Schizofrenia o późnym początku dotyczy około 23% pacjentów z tym rozpoznaniem. Jest częstsza u kobiet. 

## Leczenie
Zasady leczenia schizofrenii o późnym początku nie różnią się od standardów leczenia schizofrenii o innym wieku zachorowania. Przeprowadzono niewiele kontrolowanych badań nad skutecznością leków w tej grupie pacjentów.